# 永見尊
永見 尊（ながみ たかし、1965年 - ）は、日本の会計学者。専門は監査論。学位は、商学博士（早稲田大学・論文博士・2009年）。慶應義塾大学商学部教授。公認会計士試験試験委員（平成25年～平成27年）。広島県出身。

## 経歴
- 1985年3月　千葉県立木更津高等学校卒業。
- 1985年4月　千葉大学法経学部経済学科入学。
- 1989年3月　千葉大学法経学部経済学科卒業（山浦久司ゼミナールに所属）。
- 1989年4月　早稲田大学大学院商学研究科修士課程入学（染谷恭次郎ゼミナールに所属）。
- 1991年3月　早稲田大学大学院商学研究科修士課程修了。
- 1991年4月　早稲田大学大学院商学研究科博士課程入学（藤田幸男・小川洌ゼミナールに所属）。
- 1995年3月　早稲田大学商学研究科博士課程修了。
- 1995年4月　作新学院大学経営学部専任講師。
- 1998年4月　作新学院大経営学部助教授。
- 2005年4月　慶應義塾大学商学部助教授。
- 2007年4月　慶應義塾大学商学部教授。
- 2009年9月　早稲田大学より商学博士の学位を取得。
- 2009年4月　ニューサウスウェールズ大学（豪州）訪問研究員（2011年3月まで）
  -     - この間、早稲田大学・専修大学・日本大学でも非常勤講師を務める。

## 著書・訳書（分担執筆を含む）
- 『AUDIT INQUIRY 質問の理論と技術』中央経済社、2024年
- 『財務諸表監査』国元書房、2015年、2024年(第3版)（鳥羽至英・秋月信二・福川裕徳、亀岡恵理子と共著）
- 『会計監査と企業統治』（体系現代会計学第7巻）中央経済社、2011年（分担執筆、第7章）
- 『条件付監査意見論』国元書房、2011年
- 『ＳＥＣ「会計連続通牒」第4巻』中央経済社、2004年（共著共訳）
- 『ＳＥＣ「会計連続通牒」第3巻』中央経済社、2002年（共著共訳）
- 『ＳＥＣ「会計連続通牒」第1巻』中央経済社、1998年（共著共訳）
- 『現代会計研究』白桃書房、2002年（分担執筆，第32章）
- 『公認会計士の外見的独立性の測定～その理論的枠組みと実証研究』白桃書房、2001年（共著）
- 『会計情報の変革』中央経済社、1999年（分担執筆，第2部第5章）